# Vaughn Taylor
Vaughn Everett Taylor (Boston, 22 febbraio 1910 – Los Angeles, 26 aprile 1983) è stato un attore statunitense.
Fra i suoi film si ricordano Il delinquente del rock and roll, La gatta sul tetto che scotta, Psyco e A sangue freddo.

## Biografia
Taylor è apparso in diversi episodi della serie televisiva Ai confini della realtà, come Il corpo elettrico, Tempo di leggere, La valle del silenzio, L'incredibile mondo di Horace Ford e The Self-Improvement di Salvadore Ross, oltre che in due episodi di The Outer Limits: The Guests, nel ruolo del signor Latimer, e Expanding Human, nella parte di Dean Flint.
Tra le altre apparizioni televisive, da ricordare quella nella serie poliziesca The Investigators (1961), accanto a James Franciscus, prodotta dalla CBS. Presente spesso nei telefilm della serie Perry Mason, dove apparve per un totale di otto volte (incluso il primo episodio).
Il suo ultimo film fu La corsa più pazza del mondo, uscito nel 1976. Morì nell'aprile del 1983, all'età di 73 anni, a causa di una emorragia cerebrale.

## Filmografia parziale

### Cinema
- Marmittoni al fronte (Up Front), regia di Alexander Hall (1951)
- Francis alle corse (Francis Goes To The Races) regia di Arthur Lubin (1951)
- Lasciami sognare (Meet Danny Wilson), regia di Joseph Pevney (1951)
- La ragazza del secolo (It Should Happen to You), regia di George Cukor (1954)
- Questa notte o mai (This Could Be the Night), regia di Robert Wise (1957)
- Il delinquente del rock and roll (Jailhouse Rock), regia di Richard Thorpe (1957)
- Decisione al tramonto (Decision at Sundown), regia di Budd Boetticher (1957)
- Cowboy, regia di Delmer Daves (1958)
- Crimine silenzioso (The Lineup), regia di Don Siegel (1958)
- La gatta sul tetto che scotta (Cat on a Hot Tin Roof), regia di Richard Brooks (1958)
- La statua che urla (Screaming Mimi), regia di Gerd Oswald (1958)
- Pistole calde a Tucson (Gunsmoke in Tucson), regia di Thomas Carr (1958)
- Ultima notte a Warlock (Warlock)  regia di Edward Dmytryk (1959)
- Innamorati in blue jeans (Blue Denim), regia di Philip Dunne (1959)
- Guadalcanal ora zero (The Gallant Hours), regia di Robert Montgomery (1960)
- Psyco (Psycho), regia di Alfred Hitchcock (1960)
- I quattro disperati (The Plunderers), regia di Joseph Pevney (1960)
- Alì mago d'oriente (The Wizard of Baghdad), regia di George Sherman (1960)
- Il dominatore (Diamond Head), regia di Guy Green (1962)
- Letti separati (The Wheeler Dealers), regia di Arthur Hiller (1963)
- L'uomo che non sapeva amare (The Carpetbaggers), regia di Edward Dmytryk (1964)
- Voglio essere amata in un letto d'ottone (The Unsinkable Molly Brown), regia di Charles Walters (1964)
- La zebra in cucina (Zebra in the Kitchen), regia di Ivan Tors (1965)
- Arrivano i russi, arrivano i russi (The Russians Are Coming the Russians Are Coming), regia di Norman Jewison (1966)
- I professionisti (The Professionals), regia di Richard Brooks (1966)
- A sangue freddo (In Cold Blood), regia di Richard Brooks (1967)
- La forza invisibile (The Power), regia di Byron Haskin (1968)
- La ballata di Cable Hogue (The Ballad of Cable Hogue), regia di Sam Peckinpah (1970)
- La corsa più pazza del mondo (The Gumball Rally), regia di Charles Bail (1976)

### Televisione
- Lights Out – serie TV, episodi 1x01-4x51 (1946-1951)
- The Doctor – serie TV, episodio 1x24 (1953)
- Wire Service – serie TV, episodio 1x13 (1957)
- The Court of Last Resort – serie TV, episodi 1x05-1x07 (1957)
- Perry Mason – serie TV, 8 episodi (1957-1964)
- The Texan – serie TV, episodio 1x06 (1958)
- The Further Adventures of Ellery Queen – serie TV, episodio 1x01 (1958)
- Ricercato vivo o morto (Wanted: Dead or Alive) – serie TV, episodi 1x01-2x09-3x09 (1958-1960)
- Ai confini della realtà (The Twilight Zone) – serie TV, episodio 1x08 (1959)
- Tightrope – serie TV, episodio 1x09 (1959)
- June Allyson Show (The DuPont Show with June Allyson) – serie TV, episodi 1x20-2x04 (1960)
- Michael Shayne – serie TV episodio 1x08 (1960)
- General Electric Theater – serie TV, episodio 9x12 (1960)
- Gli uomini della prateria (Rawhide) – serie TV, episodi 2x26-8x03 (1960-1965)
- Gunslinger – serie TV, episodio 1x02 (1961)
- Hawaiian Eye – serie TV, episodio 2x38 (1961)
- Indirizzo permanente (77 Sunset Strip) – serie TV, episodio 4x15 (1961)
- Avventure in paradiso (Adventures in Paradise) – serie TV, episodio 2x31 (1961)
- The Investigators – serie TV, episodio 1x13 (1961)
- Thriller – serie TV, 2 episodi (1961-1962)
- Corruptors (Target: The Corruptors) – serie TV, episodi 1x19-1x20 (1962)
- The New Breed – serie TV, episodio 1x33 (1962)
- The Wide Country – serie TV, episodio 1x22 (1963)
- The Dick Powell Show – serie TV, episodio 2x14 (1963)
- La legge del Far West (Temple Houston) – serie TV, episodio 1x22 (1964)
- Ai confini della realtà (The Twilight Zone) – serie TV, episodio 5x16 (1964)
- Selvaggio west (The Wild Wild West) – serie TV, episodio 1x09 (1965)
- I giorni di Bryan (Run for Your Life) – serie TV, episodio 1x05 (1965)
- La legge di Burke (Burke's Law) – serie TV, episodi 2x29-3x12 (1965)
- Corri e scappa Buddy (Run Buddy Run) – serie TV, episodio 1x07 (1966)
- Ai confini dell'Arizona (The High Chaparral) – serie TV, episodio 1x05 (1967)
- Lancer – serie TV, 2 episodi (1968-1969)
- Tre nipoti e un maggiordomo (Family Affair) – serie TV, episodio 5x13 (1970)

## Doppiatori italiani
- Giorgio Capecchi in Francis alle corse, La ragazza del secolo
- Augusto Marcacci in Decisione al tramonto
- Cesare Fantoni in La gatta sul tetto che scotta
- Manlio Busoni in Cowboy; Psyco
- Bruno Persa in Guadalcanal ora zero
- Gino Baghetti in Il dominatore
- Luciano De Ambrosis ne I professionisti
- Stefano Sibaldi in A sangue freddo
- Lauro Gazzolo in Letti separati